# Cirrhophanus dubifer
Cirrhophanus dubifer är en fjärilsart som beskrevs av Dyar 1907. Cirrhophanus dubifer ingår i släktet Cirrhophanus och familjen nattflyn. Inga underarter finns listade i Catalogue of Life.